# Sing Along Songs for the Damned & Delirious
Albums de Diablo Swing Orchestra
The Butcher's Ballroom
(2006) Pandora's Piñata
(2012)
Sing-Along Songs for the Damned & Delirious est le deuxième album du groupe suédois de metal avant-gardiste Diablo Swing Orchestra, publié le 21 septembre 2009 par Ascendance Records. La production a été assurée par Roberto Laghi de la maison In Flames aux studios IF Studios à Gothenburg, Suède.
C'est le dernier album avec comme batteur Andreas Halvardsson, et le premier avec le tromboniste Daniel Hedin et le trompettiste Martin Isaksson. C'est aussi le dernier album de DSO en tant que sextet, Hedin et Isaksson ayant été intégrés à temps complet en 2011.

## Liste des chansons
Toute la musique est composée par Diablo Swing Orchestra.
| No  | Titre                       | Durée |
| --- | --------------------------- | ----- |
| 1.  | A Tap Dancer’s Dilemma      | 5:12  |
| 2.  | A Rancid Romance            | 4:27  |
| 3.  | Lucy Fears the Morning Star | 6:34  |
| 4.  | Bedlam Sticks               | 3:29  |
| 5.  | New World Widows            | 5:56  |
| 6.  | Siberian Love Affairs       | 0:58  |
| 7.  | Vodka Inferno               | 4:08  |
| 8.  | Memoirs of a Roadkill       | 3:30  |
| 9.  | Ricerca Dell’anima          | 5:34  |
| 10. | Stratosphere Serenade       | 8:25  |